# شرکت مارکونی
شرکت مارکونی (انگلیسی: Marconi Company) شرکت مخابرات بریتانیایی بود، که در سال ۱۸۹۷ تأسیس شد.